# Хомстед Бејс (Флорида)
Хомстед Бејс (енгл. Homestead Base) насељено је место без административног статуса у америчкој савезној држави Флорида.

## Демографија
По попису из 2010. године број становника је 964, што је 518 (116,1%) становника више него 2000. године.
| Група             | 2000.       | 2010.       |
| Белци             | 67 (15,0%)  | 138 (14,3%) |
| Афроамериканци    | 176 (39,5%) | 534 (55,4%) |
| Азијати           | 4 (0,9%)    | 2 (0,2%)    |
| Хиспаноамериканци | 203 (45,5%) | 325 (33,7%) |
| Укупно            | 446         | 964         |